# Butea
Butea é um género botânico pertencente à família Fabaceae.